# Muzeum Cerralbo
Muzeum Cerralbo (španělsky: Museo Cerralbo) je muzeum umění v Madridu ve Španělsku. Jsou zde sbírky uměleckých a historických děl Enriqua de Aguilera y Gamboa, markýze z Cerralba, který zemřel v roce 1922. Je to jedno z národních muzeí Španělska a spadá pod ministerstvo kultury.

## Dějiny

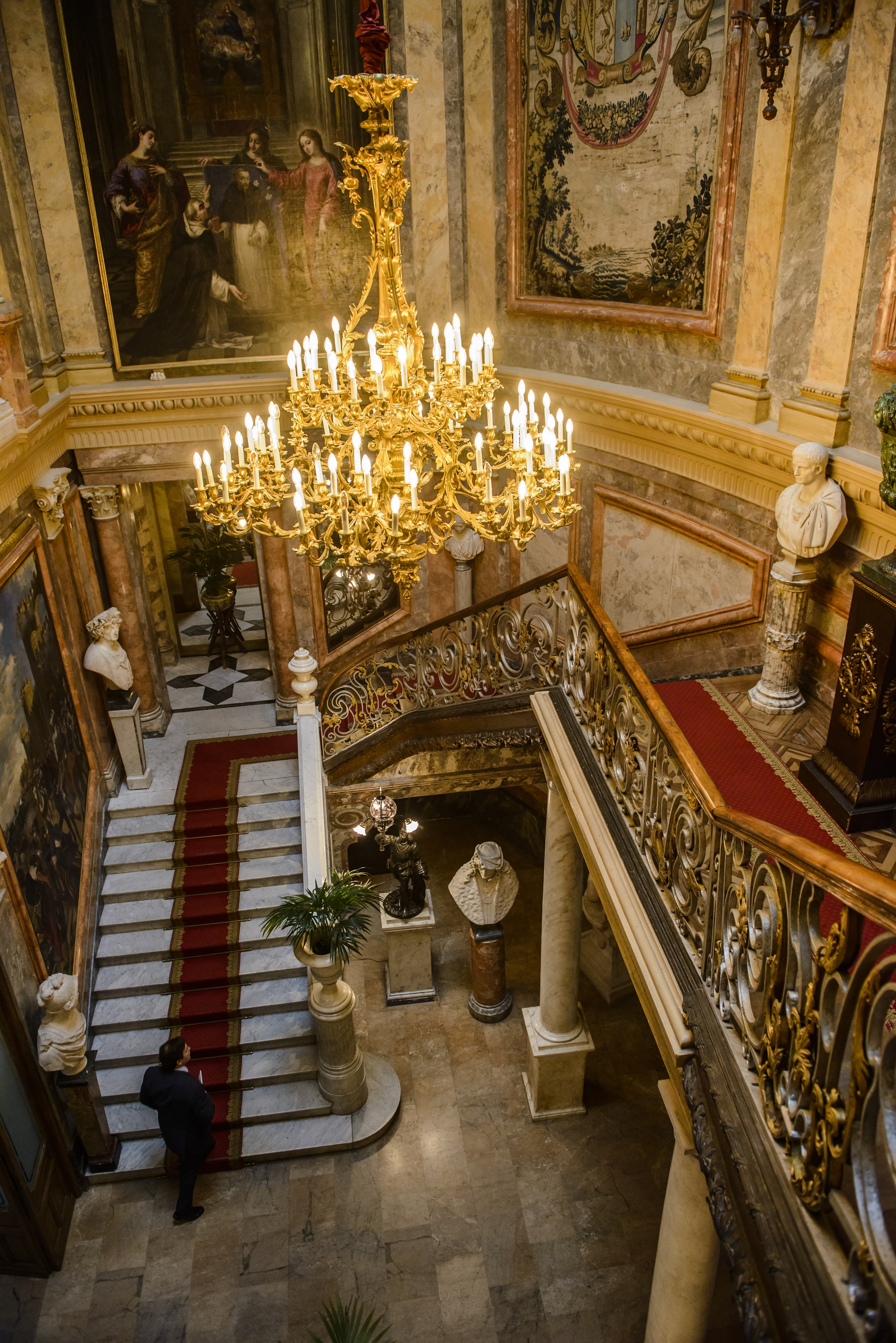
Schodiště

Enrique de Aguilera y Gamboa, markýz z Cerralba, otevřel místo jako soukromou galerii v roce 1893.
Poté, co španělský stát v roce 1924 sbírku zdědil, byla budova otevřena studentům a výzkumníkům. Markýzova sbírka byla rozdělena, část byla přesunuta do Národního archeologického muzea a zbytek zůstal v budově, která byla v roce 1944 konstituována jako vlastní muzeum.
Budova byla postavena v 19. století podle italského vkusu a byla luxusně vyzdobena barokním nábytkem, nástěnnými malbami a drahými lustry. Do značné míry si zachovává původní estetiku.
Objekt byl prohlášen historicko-uměleckou památkou v roce 1962.

## Sbírka
Původní sbírka s více než 24 900 kusy představovala velkou sbírku numismatiky. Archeologická sbírka původně zahrnovala řecké, římské, etruské a egyptské kusy charakteristické pro sběratele 19. století, dále předměty z Pyrenejského poloostrova a dvě kamenné masky z Portorika. Muzeum hostí sbírku orientálních uměleckých předmětů, především čínského a japonského umění.
Vystavené předměty tvoří předměty z osobních sbírek markýze z Cerralba a markýze z Villa-Huerty.

## Obrazy
Markýz dával přednost španělským a italským dílům a náboženským a portrétním malbám. Malířská díla zahrnují díla Jacopa Tintoretta, Jacopa Palmy mladšího, El Greca, Ludovica Carracciho, Alonsa Cana, Zurbarána a Luise Pareta.

## Galerie

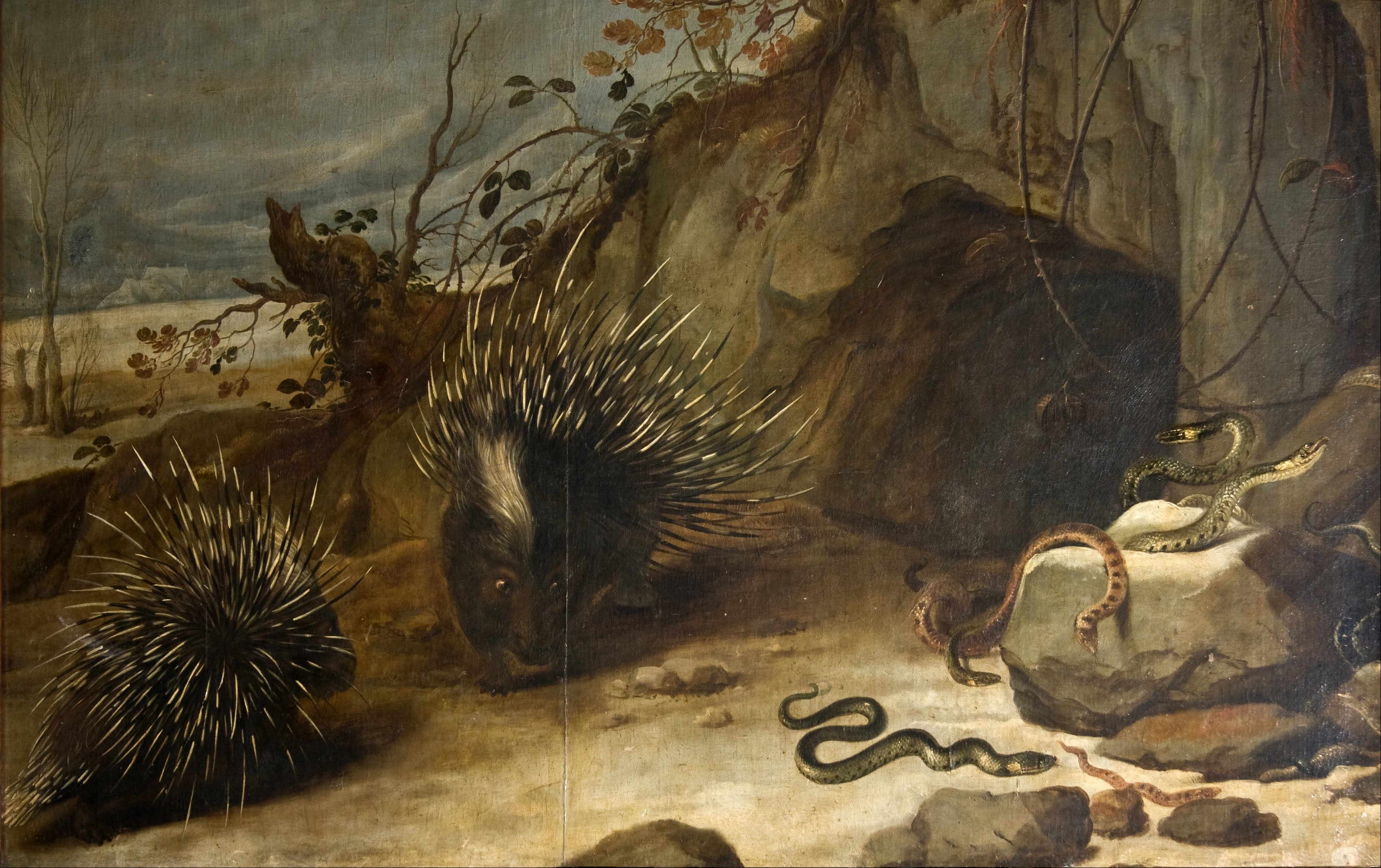
Frans Snyders, Dikobraz a zmije
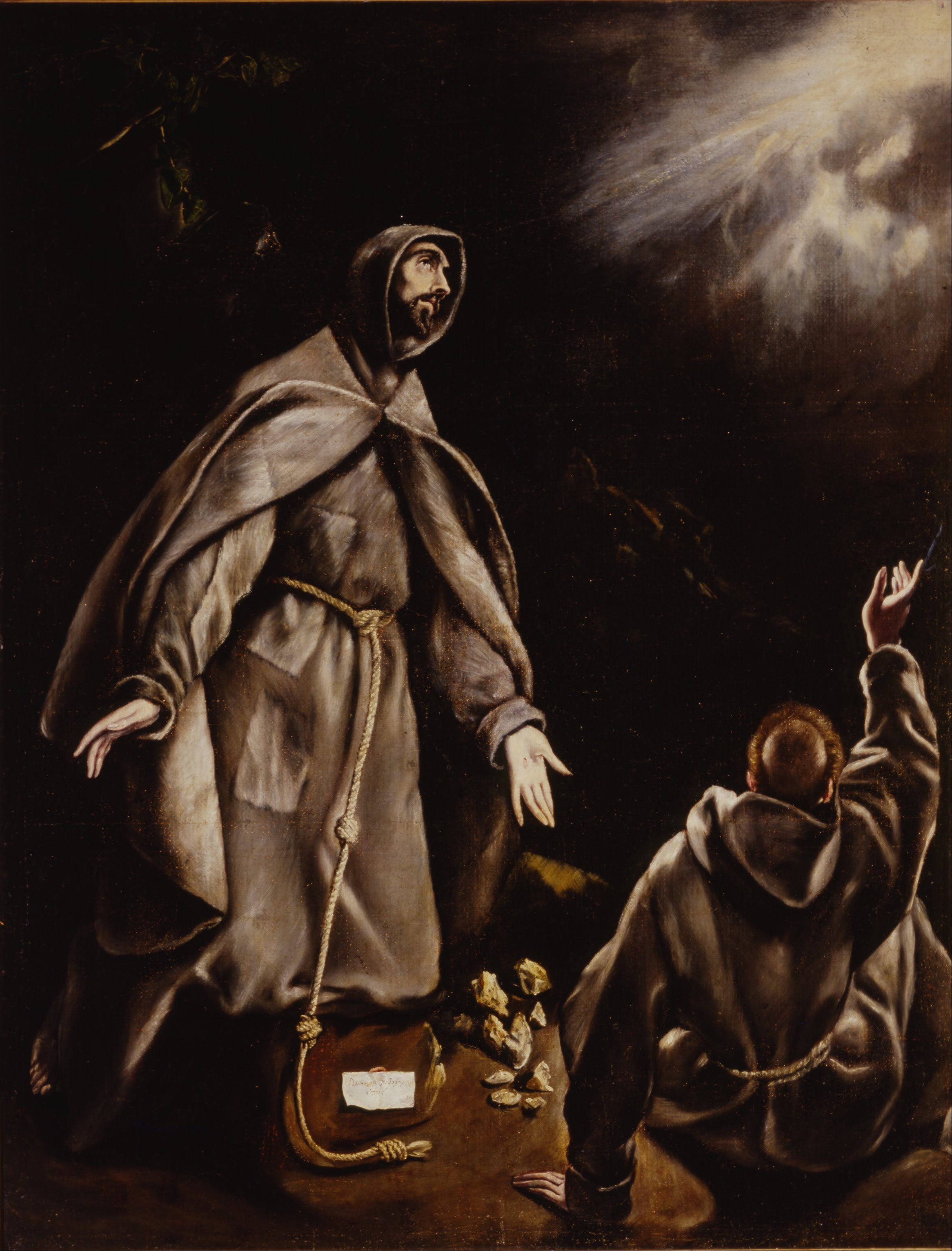
El Greco, Svatý František v extázi
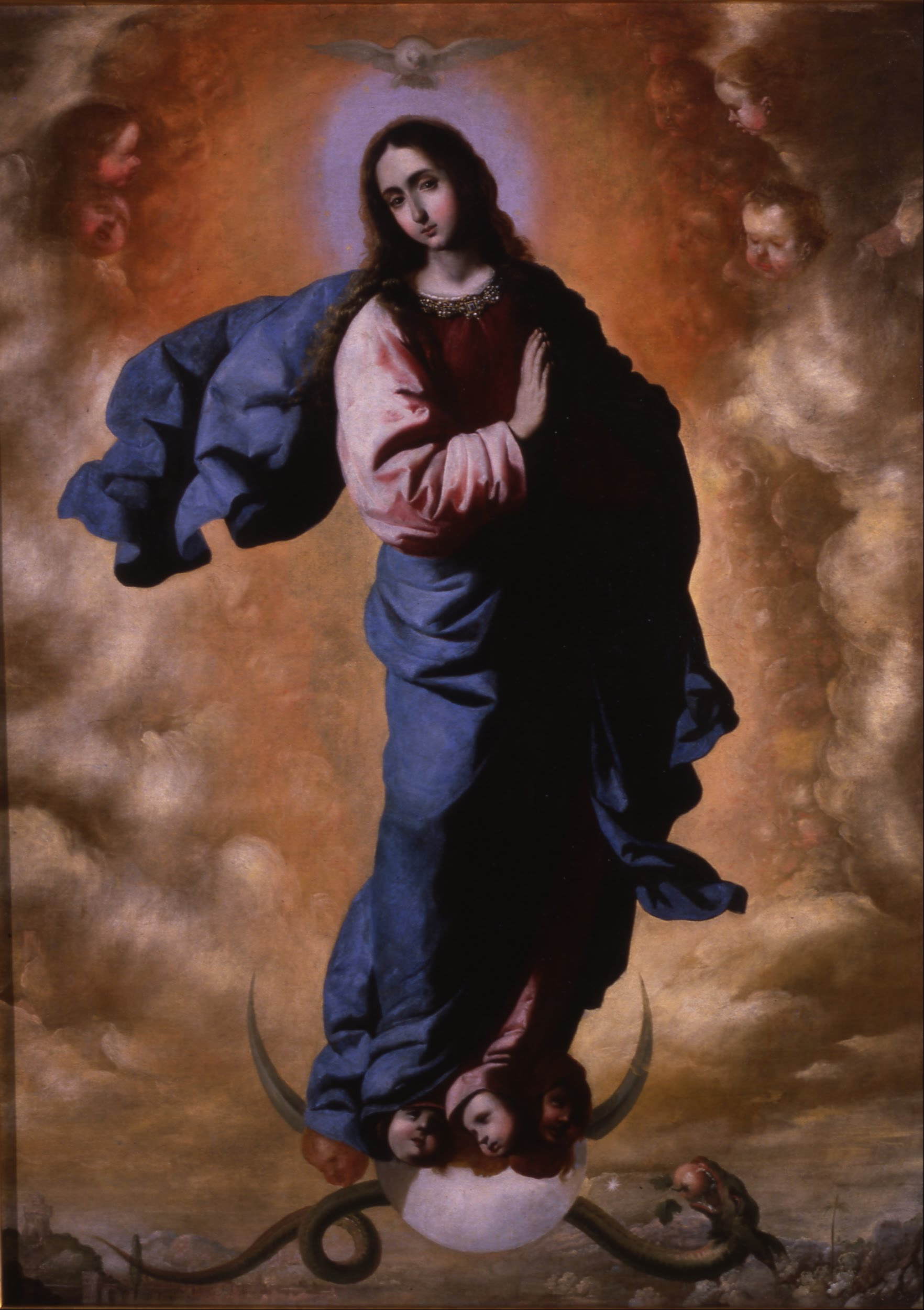
Francisco de Zurbarán, Neposkvrněné početí
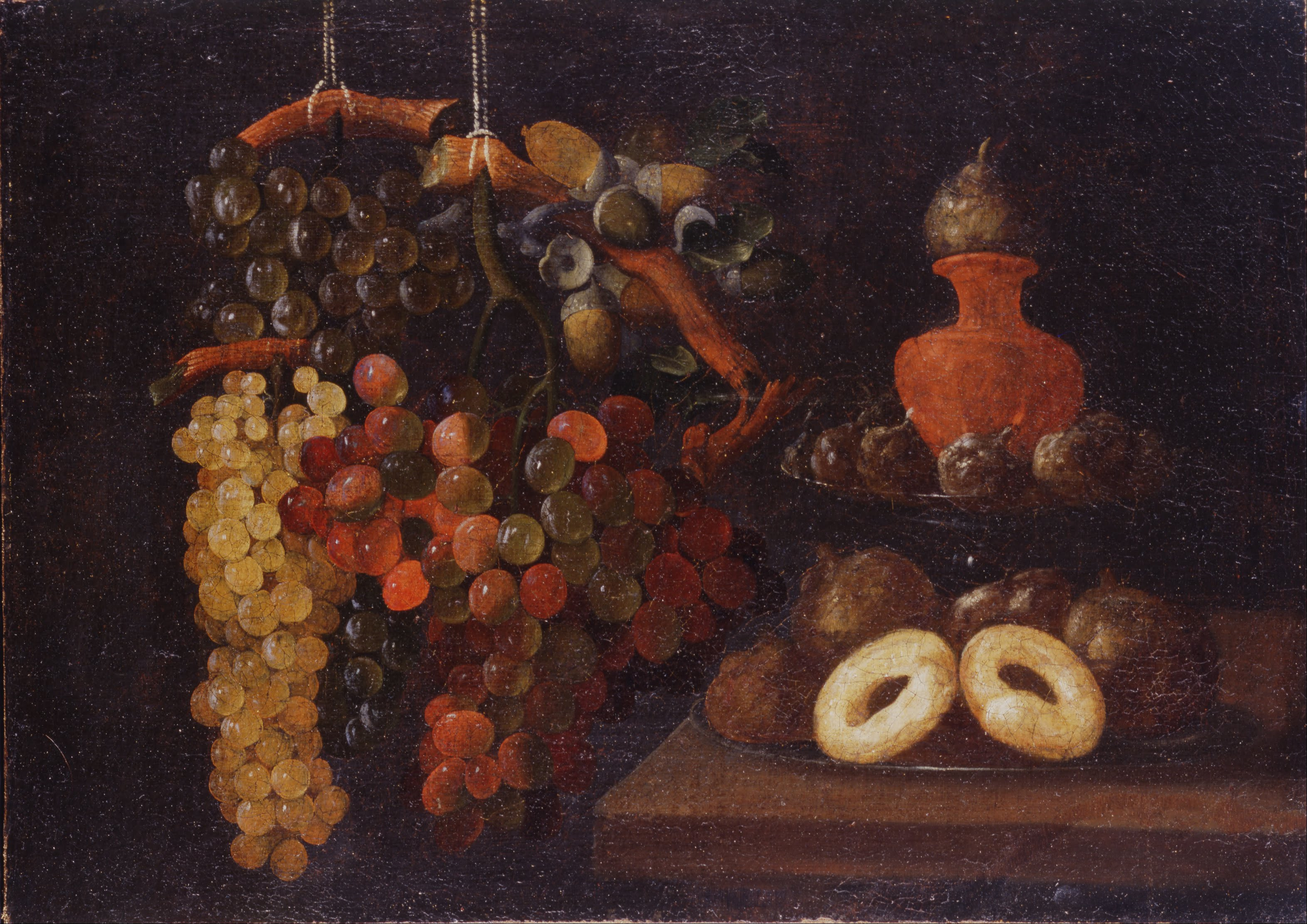
Juan de Espinosa, Zátiší života s hrozny a koláči
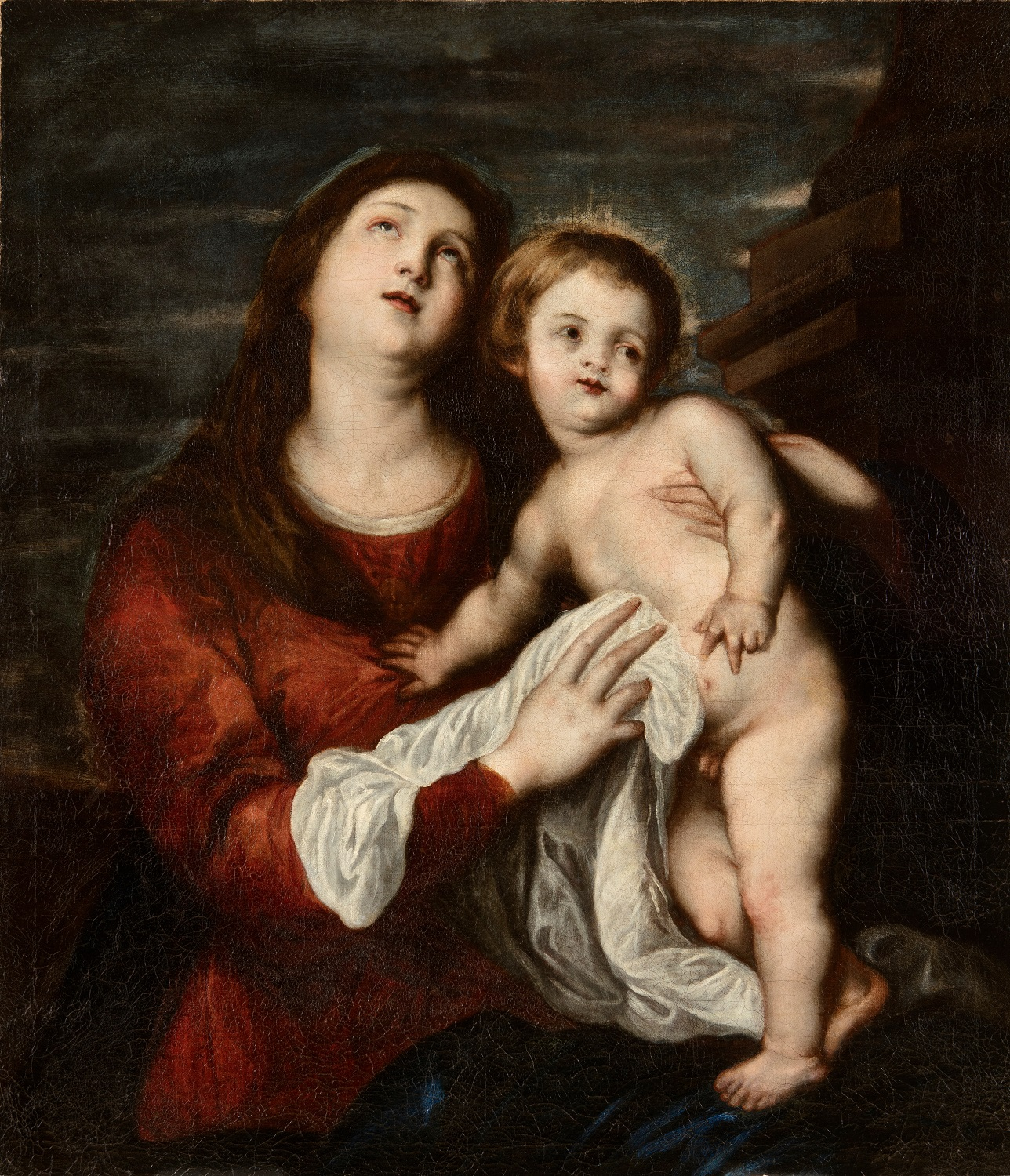
Anton van Dyck, La Virgen con el niño
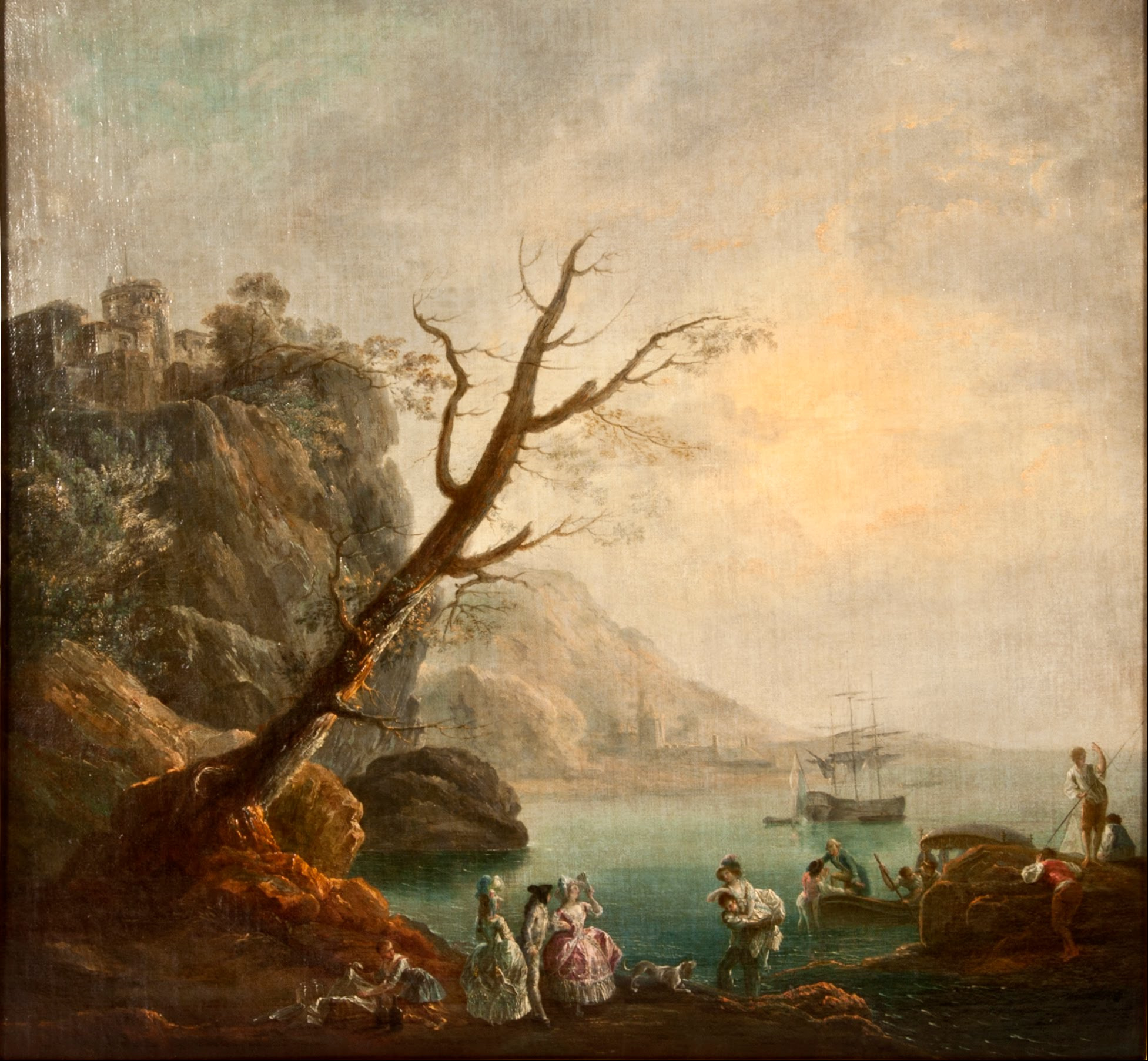
Luis Paret, Přímořská krajina s postavami

## Archeologie
Převážnou část archeologické části tvoří markýzova numismatická sbírka.

## Dekorativní umění
Sekce dekorativního umění obsahuje porcelánové kusy, keramiku, tapisérie, koberce, nábytek, lampy a šperky.

## Hodiny
Muzeum také hostí sbírku francouzských a anglických hodin z 18. a 19. století.